# Канцо
Канцо (італ. Canzo) — муніципалітет в Італії, у регіоні Ломбардія, провінція Комо.
Канцо розташоване на відстані близько 510 км на північний захід від Рима, 45 км на північ від Мілана, 15 км на схід від Комо.
Населення — 5130 осіб (2014).

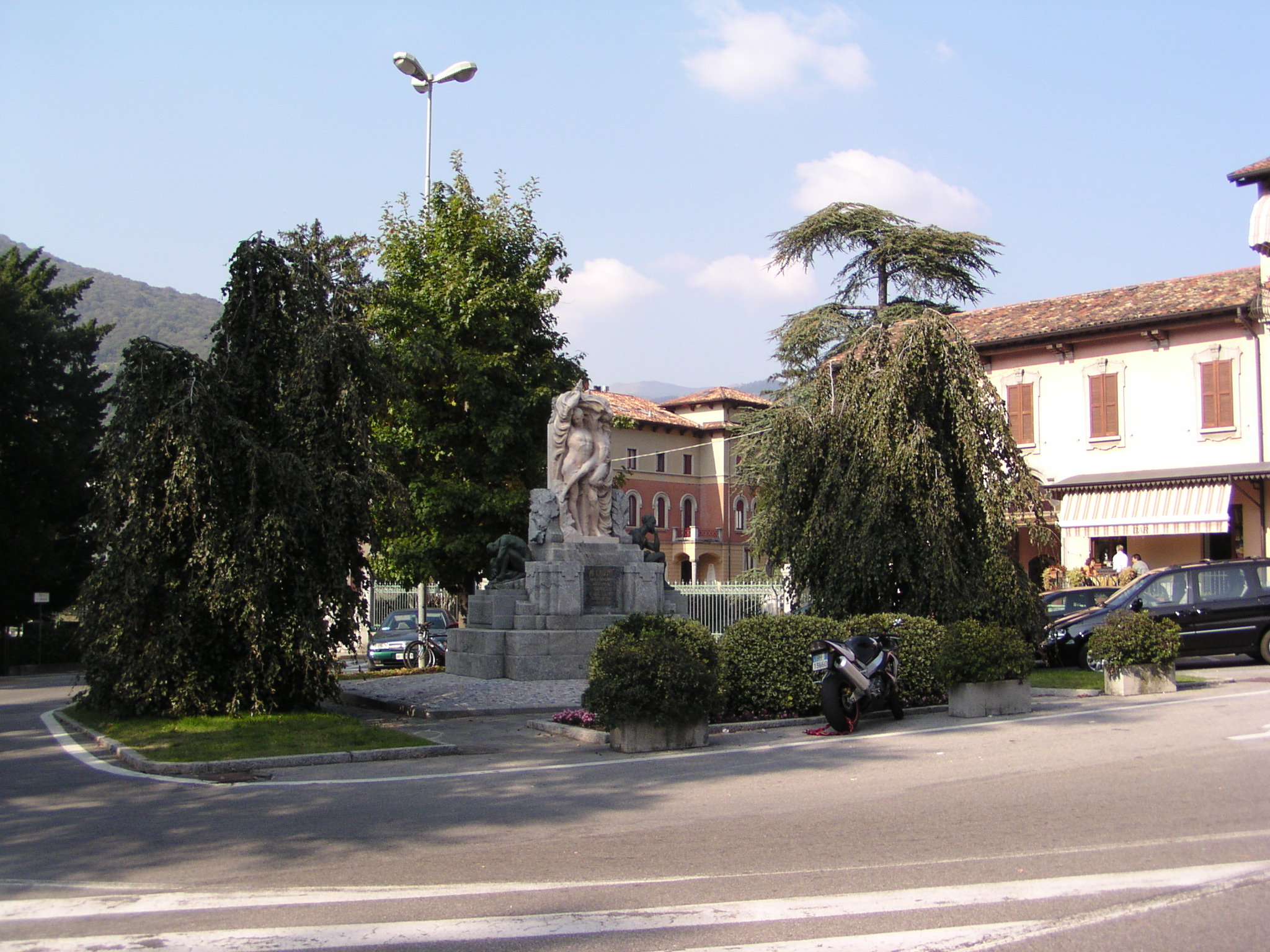

Щорічний фестиваль відбувається 26 грудня. Покровитель — святий Степан.

## Демографія
Населення за роками:

Станом на 1 січня 2023 року в муніципалітеті офіційно проживали 384 іноземці з 46 країн, серед них 90 громадян країн Євросоюзу та 25 громадян України.

## Сусідні муніципалітети
- Ассо
- Казліно-д'Ерба
- Кастельмарте
- Чезана-Бріанца
- Чивате
- Еупіліо
- Лонгоне-аль-Сегрино
- Прозерпіо
- Пузіано
- Вальброна
- Вальмадрера